# 甲南パーキングエリア
甲南パーキングエリア（こうなんパーキングエリア）は、滋賀県甲賀市甲南町杉谷の新名神高速道路上にあるパーキングエリアである。

## 概要
西日本高速道路（NEXCO西日本）管轄路線にあるサービスエリア・パーキングエリアはNEXCO西日本グループのグループ会社である西日本高速道路サービス・ホールディングスが管理・運営するが、当PAは甲賀市や南グループなどが出資する第三セクターの「株式会社 忍者の里甲南」が管理・運営する。
新名神高速道路亀山JCT-草津田上ICの開通に伴い2008年2月23日に開業した。
上り線「忍者の里甲南」2階には甲賀市の観光案内コーナー等が設けられており、展望コーナーからは甲賀市や鈴鹿山脈を見渡すことができる。また、下り線側「忍者の里甲南」2階にも観光案内コーナーを設けている。
環境に配慮し起伏を持たせた園地があり、テーブル付きのベンチや、地元高校生の製作した信楽焼の丸椅子も設置されている。
上下線とも忍者の里甲南とトイレ棟との間にある通路で徒歩のみ一般道からの利用が可能になっている。
スナックコーナーでは忍者を連想させるメニューが用意されており、売店では甲賀忍者と信楽焼のタヌキをイメージして誕生した「忍者の里甲南」のマスコットキャラクター「こうたん」「なんたん」のグッズ等、忍者をテーマにした商品を多く取り扱う。
そのほか、トイレ棟においてはユニバーサルデザインを基調とした設計が成されており、設備の多機能化等の配慮がされている。
開業前の2008年2月4日に新名神高速道路開通を記念して、当PA上り線に沿線6市（亀山市・甲賀市・湖南市・栗東市・草津市・大津市）の各市長と議会代表が、各市の木を植樹した。
開業から1年1ヶ月の間に、上下線を合せて延べ82万人が当PAを利用した。
新名神高速道路開通から1年2か月後の2009年3月20日には当PAに併設される甲南ICが開通した。高速道路本線への流入出は当PAと同じランプを共用し、当PAを挟みランプ内に甲南ICとの合流点と分岐点が設置された。そのため大津IC/SA等とは異なり、構造上は当PAと甲南IC間を上下線流出入問わず移動することが出来ない。

## 施設

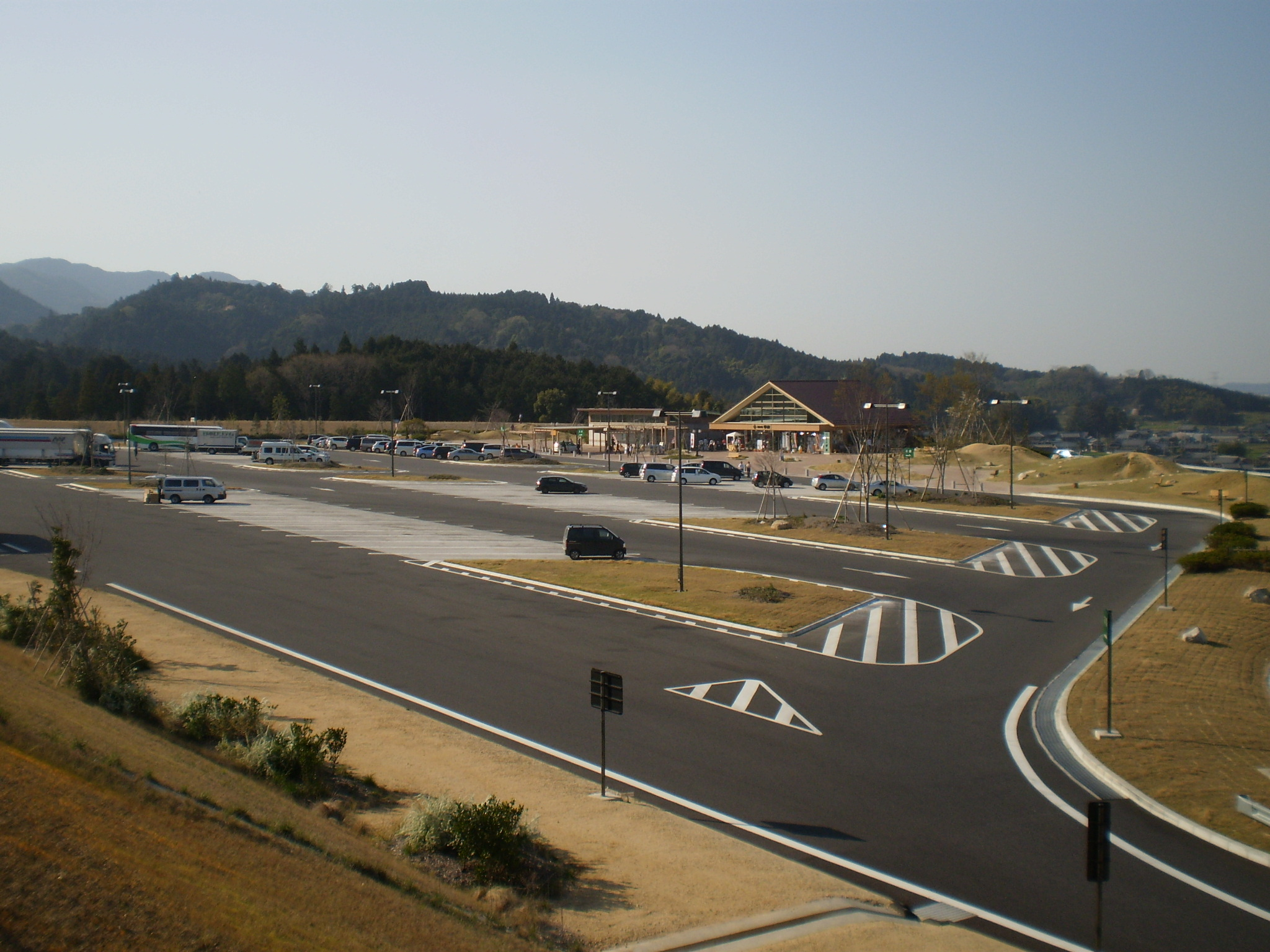
上り線全景

### 上り線（伊勢・名古屋方面）
- 駐車場
  - トレーラー4台
  - 大型58台（うち8台小型兼用）
  - 小型30台
  - 二輪4台
  - 障害者専用1台
  - 非常電話1基
- トイレ棟
  - 男性
    - 大4
      - 和式1
      - 洋式（ベビーチェア）1
      - 洋式（ベビーチェア・着替え台）1
      - 洋式（ベビーベッド・オストメイトトイレ）1

    - 小12
      - 大人用10
      - 子供用2

    - オストメイト専用1

  - 女性20
    - 和式4
    - 洋式8
    - 洋式（ベビーチェア）4
    - 洋式（ベビーベッド・着替え台）2
    - 洋式（オストメイトトイレ・着替え台）2
    - 化粧コーナー

  - 共用
    - 多目的トイレ1
    - 親子トイレ1
- ハイウェイ情報ターミナル
- 喫煙コーナー（屋外）
- 自動販売機9基（屋外）
- 公衆電話1基（屋外）

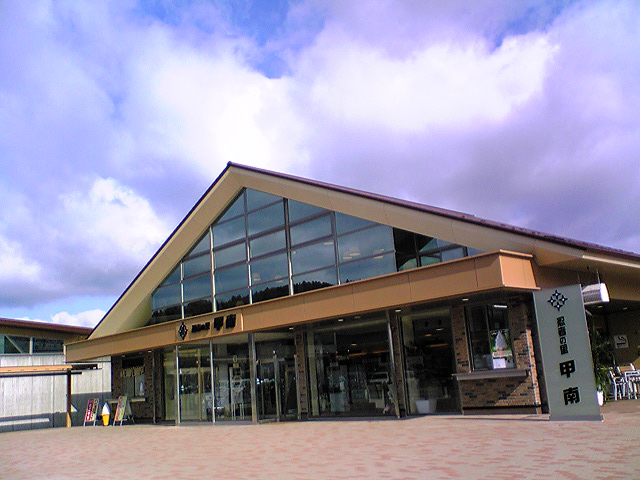
忍者の里甲南（上り線）

- 忍者の里甲南 （開館時間 : 7:00 - 21:00）
  - 1F
    - スナック（7:00 - 21:00）
    - ショッピング（7:00 - 21:00）
    - たこ焼きのまんきちや（平日 9:00 - 19:00 土日･祝日 8:30 - 19:30）
    - 成田牧場 売店（ジェラート）（8:30 - 20:00）

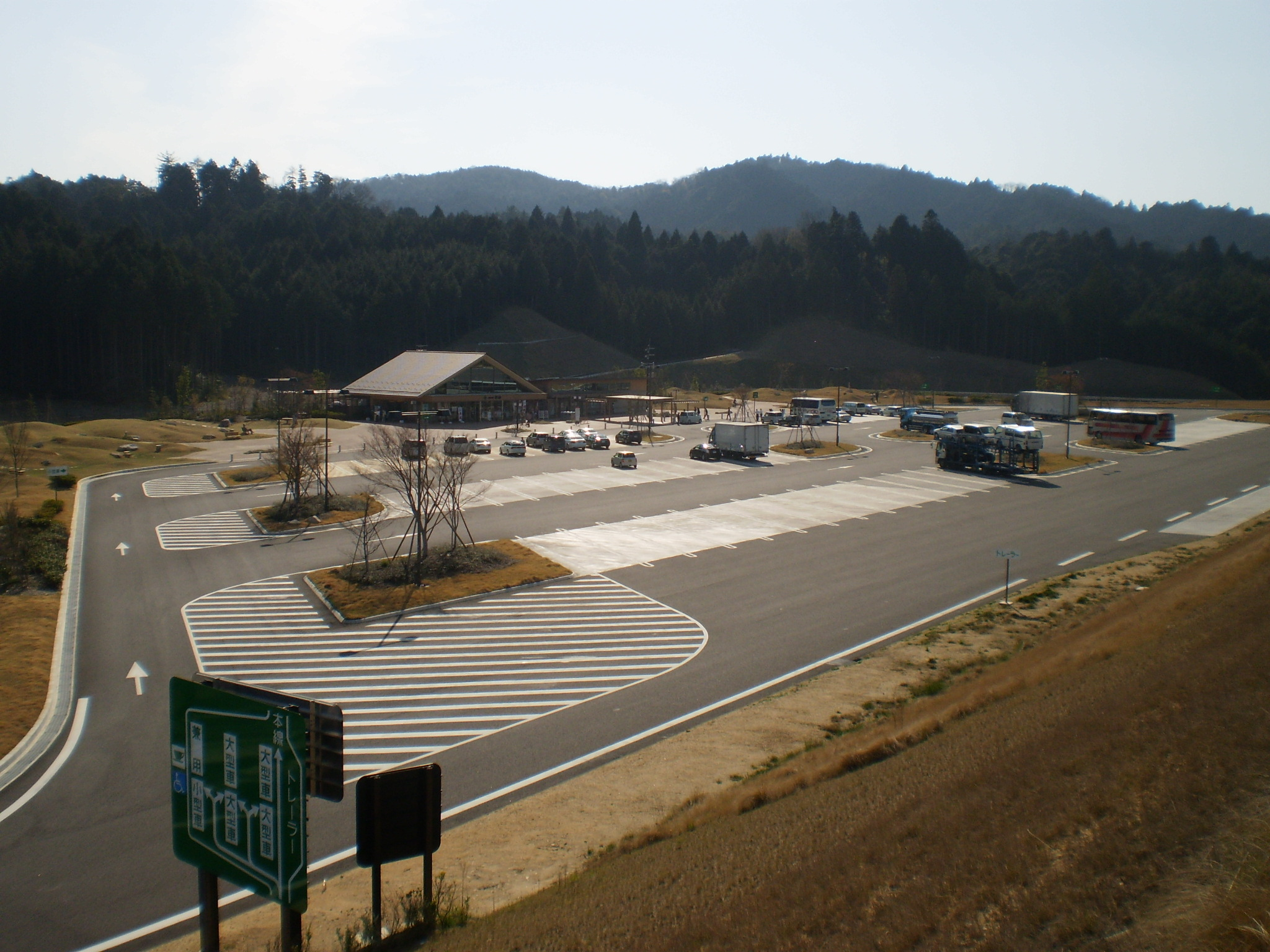
下り線全景

    - 自動体外式除細動器

  - 2F
    - 自動販売機1基
    - 観光案内コーナー
    - 展望コーナー
    - 記念スタンプ（上り線のみの設置）

### 下り線（大津・京都方面）
- 駐車場
  - トレーラー4台
  - 大型58台（うち8台小型兼用）
  - 小型30台
  - 二輪4台
  - 障害者専用1台
  - 非常電話1基
- トイレ棟
  - 男性
    - 大4
      - 和式1
      - 洋式（ベビーチェア）1
      - 洋式（ベビーチェア・着替え台）1
      - 洋式（ベビーベッド・オストメイトトイレ）1

    - 小12
      - 大人用10
      - 子供用2

    - オストメイト専用1

  - 女性20
    - 和式4
    - 洋式8
    - 洋式（ベビーチェア）4
    - 洋式（ベビーベッド・着替え台）2
    - 洋式（オストメイトトイレ・着替え台）2
    - 化粧コーナー

  - 共用
    - 多目的トイレ1
    - 親子トイレ1
- ハイウェイ情報ターミナル
- 喫煙コーナー（屋外）
- 自動販売機9基（屋外）
- 公衆電話1基（屋外）

- 忍者の里甲南 （開館時間 : 7:00 - 21:00）
  - 1F
    - スナック（7:00 - 21:00）
    - ショッピング（7:00 - 21:00）
    - ベーカリーカフェ（平日 7:00 - 17:00 土日祝日 7:00 - 18:00）
    - たこ焼きのまんきちや（平日 9:00 - 19:00 土日･祝日 8:30 - 19:30）
    - 自動体外式除細動器

  - 2F
    - 自動販売機1基
    - 観光案内コーナー

## 歴史
- 2007年（平成19年）10月5日 : 起工式を挙行。
- 2007年（平成19年）11月23日 : 当PA上り線を主会場に新名神高速道路開通記念プレイベント「一足先に歩こうハイウェイウォーク」を開催。
- 2008年（平成20年）2月4日 : 上り線で新名神高速道路開通記念植樹を実施。
- 2008年（平成20年）2月19日 : 竣工式を挙行。
- 2008年（平成20年）2月23日 : 新名神高速道路亀山JCT-草津田上ICの開通に伴い開業。
- 2009年（平成21年）3月20日 : 併設する甲南ICが開通。

## 隣
E1A 新名神高速道路
土山SA/BS - (4) 甲賀土山IC - (5) 甲南IC/甲南PA - (6) 信楽IC - (7) 大津JCT